# Władysław Nehrebecki

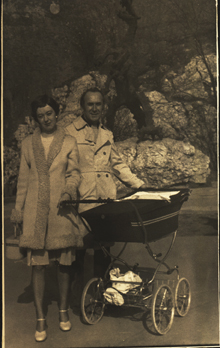
Władysław Nehrebecki z żoną Elżbietą i córką na spacerze w Krakowie, wiosna 1975

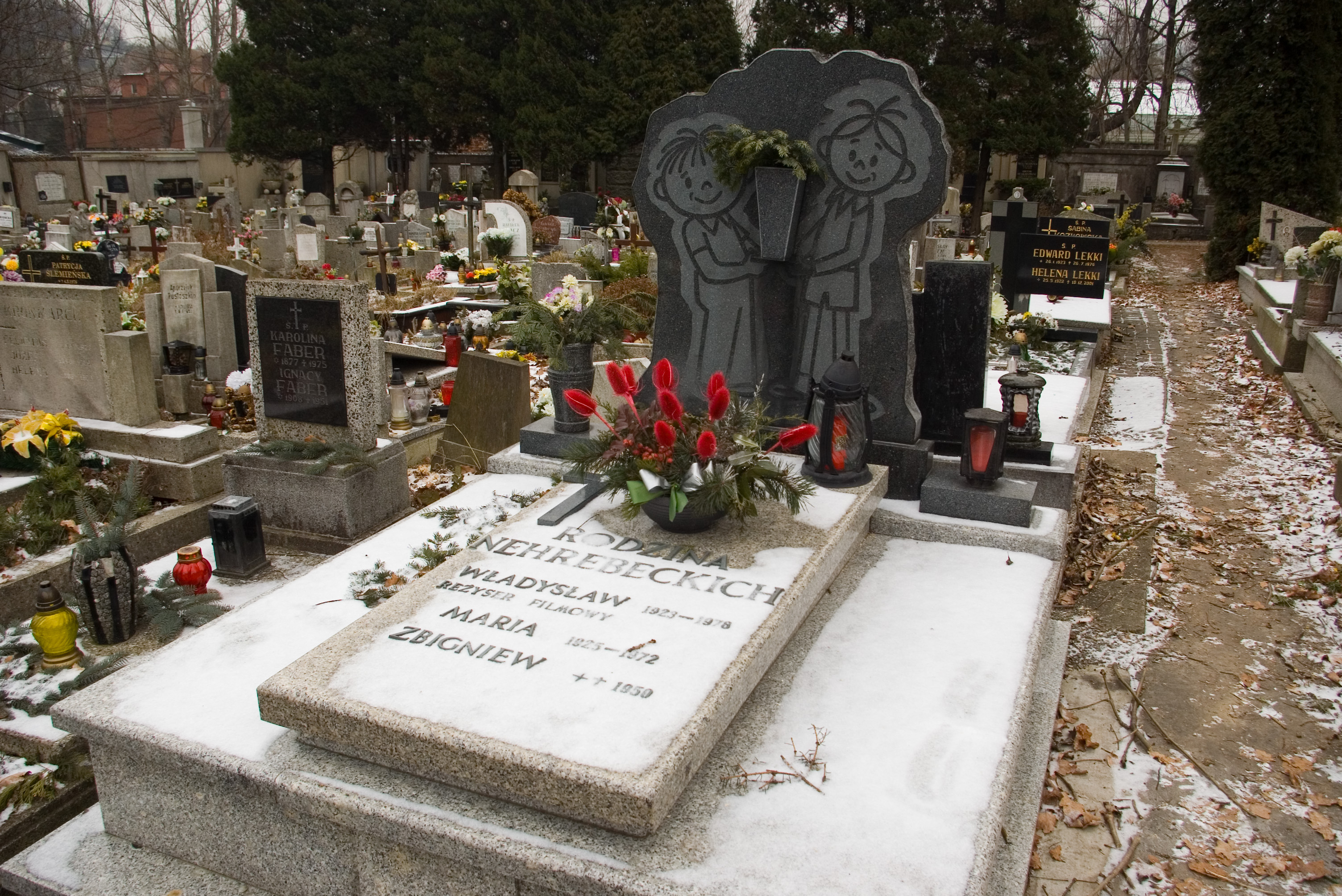
Grób artysty na cmentarzu w Białej

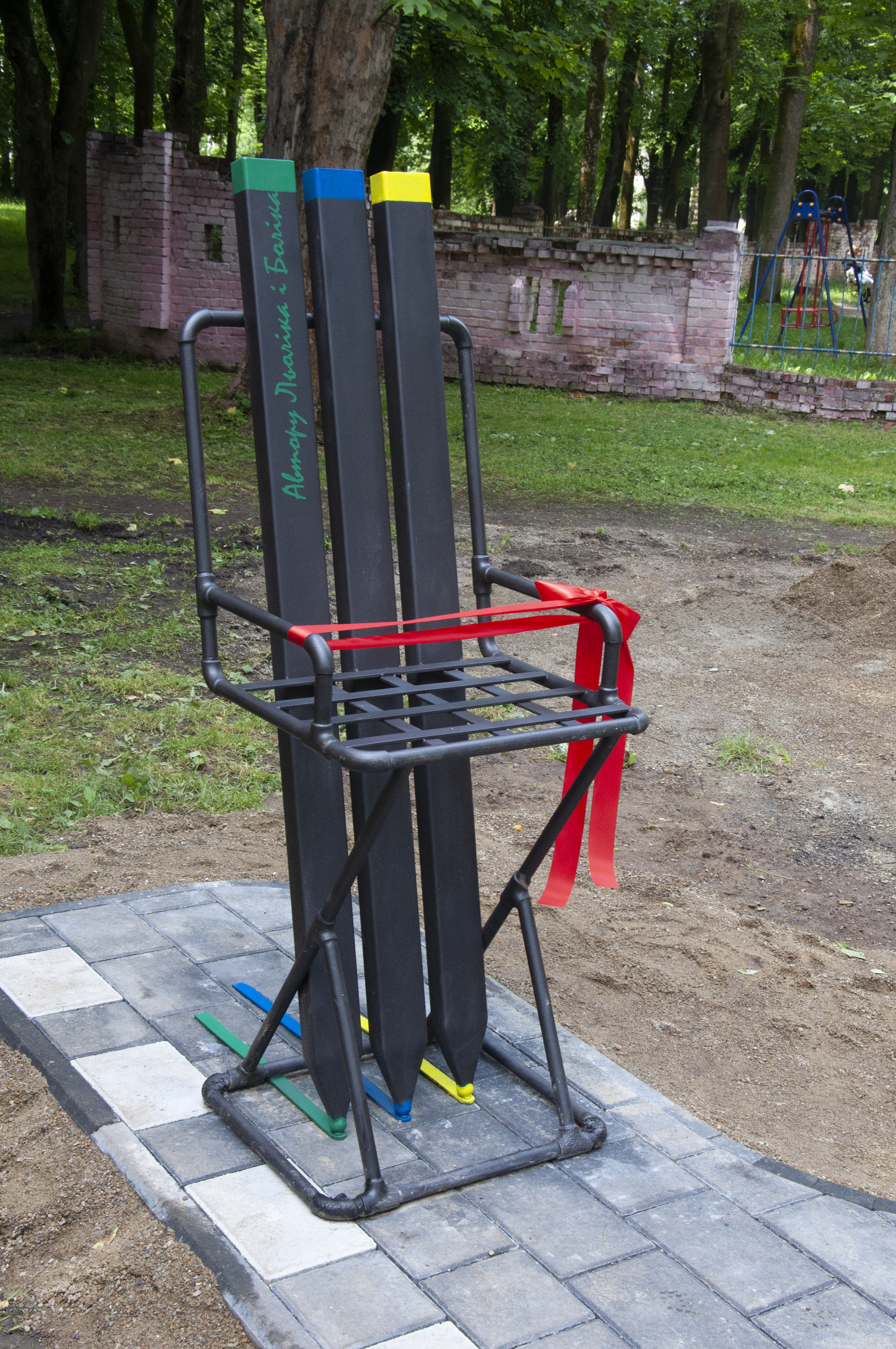
Pomnik - Instralacja poświęcona W. Nehrebeckiemu w Borysławiu

Władysław Nehrebecki (ur. 14 czerwca 1923 w Borysławiu, zm. 28 grudnia 1978 w Katowicach) – polski reżyser filmowy i teatralny, scenarzysta, autor komiksów, twórca filmów animowanych, filmowy ojciec  i autor serii Bolek i Lolek – jej główny konsultant, autor scenariuszy i współautor postaci plastycznych ( rysunku) Bolka i Lolka.  Jeden z pionierów polskiej animacji. Współzałożyciel Studia Filmów Rysunkowych w Bielsku-Białej. Władysław Nehrebecki organizował również Oddział Filmu Rysunkowego przy Wytwórni Filmów Fabularnych w Łodzi, pomagał w usamodzielnieniu się Studia Filmów Animowanych w Krakowie. Odznaczony Orderem Uśmiechu.

## Życiorys
Władysław Nehrebecki urodził się 14 czerwca 1923 roku w Borysławiu jako syn Józefa i Heleny z domu Dudziak. W wieku sześciu lat został oddany do Zakładu dla Sierot i Ubogich Fundacji hrabiego Stanisława Skarbka w Drohowyżu. Spędził tam 10 lat. Po powrocie z Zakładu zamieszkał z rodziną w Drohobyczu, gdzie rozpoczął naukę w Średniej Szkole Technicznej Towarzystwa Średniej Szkoły Technicznej. Po ataku Niemiec na ZSRR, w 1941 roku został wywieziony do Niemiec. Pracował przy wydobyciu ropy naftowej dla Wintershall AG w niewielkiej miejscowości Nienhagen w Zagłębiu Ruhry, będąc robotnikiem przymusowym.  Przebywał tam do zakończenia II wojny światowej. Ostatni zachowany dokument z okresu pracy przymusowej w Archiwach ITS Arolsen oznaczony jest datą 4 kwietnia 1945 roku.
Pracę artystyczną zaczął w roku 1947 jako redaktor graficzny „Nowego Świata Przygód”, autor komiksów „Bicz Południa” i „Przesław znad Odry”, współpracował też z Krakowskim Wydawnictwem „Reklama”, dla którego narysował trzy komiksy „Wesołe Przygody Wicka i Wacka” z Adamem Włodkiem, „Przygody Felka” z Witoldem Zechenterem, „Bimbo zwiedza świat” z Bogdanem Brzezińskim. Od 1 września 1947 roku współorganizował z tzw. grupą śląską kierowaną przez Zdzisława Lachura 'Eksperymentalne Studio Filmów Rysunkowych' w Katowicach, które początkowo mieściło się w Katowicach przy ulicy Mickiewicza 9, potem w gmachu Komitetu Wojewódzkiego Polskiej Partii Robotniczej w Katowicach, a nieco później przy redakcji Trybuny Robotniczej (lata 1947–1948). Wraz z artystą malarzem Zdzisławem Lachurem zorganizował dział filmów rysunkowych.
Pod koniec 1949 r. Studio Filmowe przekształciło się w Zespół Produkcyjny Filmów Rysunkowych „Śląsk” z siedzibą w Wiśle, a potem w Bielsku-Białej. W bielskim zespole zrealizował dwa filmy rysunkowe, Czy to był sen i Ich ścieżka, jako animator i asystent reżysera. W 1949 roku zadebiutował jako reżyser filmu animowanego A1. W latach 1949–1950 współrealizował dalsze filmy: Wilk i niedźwiadki w reż. Wacława Wajzera (animacja) i O nowe jutro w reż. Leszka Lorka (animacja). W 1951 roku powierzono mu zadanie zorganizowania Oddziału Filmów Rysunkowych w Łodzi (późniejszy Se-ma-for). W tym roku zrealizował w Łodzi film Opowiedział dzięcioł sowie.
W 1952 roku powrócił do Bielska, gdzie zrealizował filmy Przygody Gucia Pingwina i Kimsobo podróżnik. Koncentrował się przede wszystkim na twórczości poświęconej dziecięcemu widzowi. Brał udział w zrealizowaniu ok. 300 polskich filmów animowanych jako autor, współautor bądź konsultant. W 1962 roku Nehrebecki pełniący przejściowo funkcję dyrektora Studia Filmów Rysunkowych wystąpił do telewizji z inicjatywą zrealizowania serii filmowych oraz przygotował nowelę pierwszego odcinka „Bolka i Lolka” oraz „Przygód Błękitnego Rycerzyka”. Od 1963 roku w bielskim studio powstały obie serie. W grudniu 1963 roku Nehrebecki zrezygnował z funkcji dyrektora studia oraz przejął nadzór autorski nad serią „Bolek i Lolek”. Od tej pory konsultował i nadzorował wszystkie filmy z Bolkiem i Lolkiem. Funkcję tę pełnił aż do śmierci w 1978 roku.
Zrealizował pierwszy polski panoramiczny film animowany Za borem, za lasem (1961), a także pierwszy polski pełnometrażowy film animowany Wielka podróż Bolka i Lolka jako scenarzysta, reżyser i scenograf. Był także pomysłodawcą i autorem wielu serii dla dzieci takich jak Przygody Błękitnego Rycerzyka, Miś Kudłatek, Przygody Myszki, Pajacyk i Pikuś, Profesor Filutek, Nasz dziadzio, Porwanie Baltazara Gąbki.
W lutym 2022 roku  w galerii  polishcomicart.pl miał miejsce wernisaż pierwszej i jedynej jak do tej pory wystawy prac Władysława Nehrebeckiego zatytułowanej „Od Przesława znad Odry do Bolka i Lolka”. Prezentowane tam  nieliczne prace autora  przetrwały dzięki żonie Nehrebeckiego - Elżbiecie. Po śmierci Nehrebeckiego odmówiono wydania wdowie setek tysięcy rysunków i prac plastycznych, które pozostawił w bielskim Studio do filmów, nie tylko z Bolkiem i Lolkiem. Wszystkie zostały zniszczone w bielskim Studio Filmów Rysunkowych.
10 czerwca 2023 Borysław, rodzinne miasto artysty, z okazji 100 rocznicy urodzin autora serii "Bolek i Lolek" ufundował w miejskim parku pomnik - instalację poświęconą Nehrebeckiemu.
Jest jednym z bohaterów książki Jerzego Armaty Anima. Mistrzowie polskiej animacji (wyd. EGoFILM, Warszawa 2025).

## Życie prywatne
Władysław Nehrebecki miał czworo dzieci. Synów Zbigniewa (który zmarł tuż po narodzeniu) oraz Jana i Romana z małżeństwa z Marią Rembiesą (zm. 1972). Po jej śmierci w roku 1974 ożenił się z Elżbietą Mihal, z którą miał córkę Marzenę.

## Ordery i odznaczenia
- Krzyż Kawalerski Orderu Odrodzenia Polski (1975)[20]
- Złoty Krzyż Zasługi
- Medal Komisji Edukacji Narodowej
- Order Uśmiechu[21]
- Odznaka „Zasłużony Działacz Kultury” (1976)

## Nagrody
W 1960 otrzymał Nagrodę Prezesa Rady Ministrów. W 1969 zespołowo otrzymał Nagrodę I stopnia przyznaną przez Ministra Kultury i Sztuki – wraz z Alfredem Ledwigiem, Lechosławem Marszałkiem, Leszkiem Mechem oraz Jerzym Schönbornem za całokształt twórczości w dziedzinie filmu rysunkowego dla dzieci. W 1976 nagrodzony Dyplomem Ministra Kultury i Sztuki.

## Filmografia
- 1949
  - A1, scenariusz, reżyseria, opracowanie plastyczne
- 1951
  - Wspólny dom, scenariusz
  - Opowiedział dzięcioł sowie, reżyseria
  - Przygody Gucia Pingwina, reżyseria
- 1952
  - Kimsobo podróżnik, reżyseria
- 1953
  - O kaczce Plotce, scenariusz, reżyseria
- 1955
  - Profesor Filutek w parku z serii Profesor Filutek, reżyseria
- 1956
  - Dziwny sen profesora Filutka z serii Profesor Filutek, reżyseria
  - Zryw na spływ z serii Profesor Filutek, reżyseria
- 1957
  - Stefek Burczymucha, scenariusz, reżyseria
- 1958
  - Pajacyk i Pikuś z serii Pajacyk i Pikuś, scenariusz, reżyseria, opracowanie plastyczne
  - Myszka i kotek, scenariusz, reżyseria
- 1959
  - Pajacyk, piesek i płomień z serii Pajacyk i Pikuś, scenariusz, reżyseria
  - Turniej, scenariusz, reżyseria
- 1960
  - Pikusiowe figielki z serii Pajacyk i Pikuś, scenariusz
  - Pajacyk, Pikuś i księżyc z serii Pajacyk i Pikuś, scenariusz, reżyseria
  - Kominiarczyk, scenariusz
- 1961
  - Za borem, za lasem, scenariusz, reżyseria, opracowanie plastyczne
  - Przygoda Kleksa, scenariusz, reżyseria
  - Wielki połów, scenariusz, reżyseria
- 1962
  - Helikopter, reżyseria
- 1963
  - Kusza z serii Bolek i Lolek, scenariusz, reżyseria, opracowanie plastyczne
  - Dzielni kowboje z serii Bolek i Lolek, scenariusz
  - Pogromca zwierząt z serii Bolek i Lolek, scenariusz
  - Romantyczna przygoda z serii Przygody Błękitnego Rycerzyka, scenariusz
  - O małej Kasi i dużym wilku, reżyseria
- 1964
  - Robinson z serii Bolek i Lolek, scenariusz
  - Dwaj rycerze z serii Bolek i Lolek, scenariusz, reżyseria, opracowanie plastyczne
  - Karawana z serii Przygody Błękitnego Rycerzyka, scenariusz
  - Czarnoksiężnik z serii Przygody Błękitnego Rycerzyka, scenariusz
  - Wyprawa z serii Przygody Błękitnego Rycerzyka, scenariusz, reżyseria
  - Wiosenka, piosenka, scenariusz, reżyseria
- 1965
  - Strzelba i wędka z serii Bolek i Lolek na wakacjach, scenariusz, reżyseria
  - Piraci rzeczni z serii Przygody Błękitnego Rycerzyka, scenariusz, reżyseria
  - Brzydula z serii Przygody Błękitnego Rycerzyka, scenariusz
  - Zasadzka z serii Przygody Błękitnego Rycerzyka, scenariusz
  - Zamek pułapka z serii Przygody Błękitnego Rycerzyka, scenariusz
  - Rękawiczka z serii Przygody Błękitnego Rycerzyka, scenariusz
  - Zazdrosny trzmiel z serii Przygody Błękitnego Rycerzyka, scenariusz, reżyseria
- 1966
  - Żyrafa z serii Bolek i Lolek na wakacjach, scenariusz
  - Przygoda w pustyni z serii Bolek i Lolek na wakacjach, scenariusz
  - Morska przygoda z serii Bolek i Lolek na wakacjach, scenariusz, reżyseria
  - Vendetta, scenariusz, reżyseria, animacja
  - Samolub, scenariusz, reżyseria
- 1967
  - Jak wygrałem wyścig cyklistów z serii Nasz dziadzio, scenariusz
  - Jak zostałem detektywem z serii Nasz dziadzio, scenariusz
  - Moja pierwsza podróż z serii Nasz dziadzio, scenariusz
  - Jak polowałem na lwa z serii Nasz dziadzio, scenariusz, reżyseria
  - Jak zostałem bohaterem Dzikiego Zachodu z serii Nasz dziadzio, scenariusz
  - Duch w starym zamku z serii Nasz dziadzio, scenariusz
  - Kreski i kropki, scenariusz, reżyseria, opracowanie plastyczne, animacja
  - Zabawna chmurka, scenariusz
- 1968
  - W stepach Australii z serii Bolek i Lolek wyruszają w świat, scenariusz
  - Na tropach bengalskiego tygrysa z serii Bolek i Lolek wyruszają w świat, scenariusz
  - Na wyspach Polinezji z serii Bolek i Lolek wyruszają w świat, scenariusz, reżyseria
  - Złote miasto Inków z serii Bolek i Lolek wyruszają w świat, scenariusz
  - W puszczach Kanady z serii Bolek i Lolek wyruszają w świat, scenariusz
  - Polowanie na goryla z serii Bolek i Lolek wyruszają w świat, scenariusz, reżyseria
  - Przygody wesołego obieżyświata, scenariusz, reżyseria
  - Podróż do Afryki, scenariusz
  - Wyprawa po miód, scenariusz
- 1969
  - W krainie 1001 nocy z serii Bolek i Lolek wyruszają w świat, scenariusz, reżyseria
  - Na stokach Kilimandżaro z serii Bolek i Lolek wyruszają w świat, scenariusz
  - Olimpiada w Mexico z serii Bolek i Lolek wyruszają w świat, scenariusz
  - Gran premio Argentyny z serii Bolek i Lolek wyruszają w świat, scenariusz
  - Na Dzikim Zachodzie z serii Bolek i Lolek wyruszają w świat, scenariusz
  - Smok – expedition z serii Porwanie Baltazara Gąbki, reżyseria
- 1970
  - Grobowiec faraona z serii Bolek i Lolek wyruszają w świat, scenariusz
  - Nad Orinoko z serii Bolek i Lolek wyruszają w świat, scenariusz
  - Na tropach Yeti z serii Bolek i Lolek wyruszają w świat, scenariusz
  - Łowcy bizonów z serii Bolek i Lolek wyruszają w świat, scenariusz, reżyseria, opracowanie plastyczne
  - Złota rybka z serii Bajki Bolka i Lolka, scenariusz
  - Dwa smyczki, scenariusz, reżyseria
  - Laleczka, scenariusz
- 1971
  - Baba Jaga z serii Bajki Bolka i Lolka, scenariusz
  - Czerwony kapturek z serii Bajki Bolka i Lolka, scenariusz
  - Smok z serii Bajki Bolka i Lolka, scenariusz
  - Czarodziejskie lustro z serii Bajki Bolka i Lolka, scenariusz
  - Latający kufer z serii Bajki Bolka i Lolka, scenariusz
  - Tomcio Paluch z serii Bajki Bolka i Lolka, scenariusz
  - Pantofelek Kopciuszka z serii Bajki Bolka i Lolka, scenariusz
  - Brzydkie kaczątko z serii Bajki Bolka i Lolka, scenariusz
  - Lampa Aladyna z serii Bajki Bolka i Lolka, scenariusz
  - Zaklęty zamek z serii Bajki Bolka i Lolka, scenariusz
  - Uwięziona królewna z serii Bajki Bolka i Lolka, scenariusz, reżyseria
  - Królowa Śniegu z serii Bajki Bolka i Lolka, scenariusz
  - Obrońcy prawa z serii Bolek i Lolek na Dzikim Zachodzie, scenariusz
  - Podwórko z serii Miś Kudłatek, scenariusz, reżyseria
  - Pyszałek, scenariusz, reżyseria
- 1972
  - Postrach Teksasu z serii Bolek i Lolek na Dzikim Zachodzie, scenariusz
  - Pościg z serii Bolek i Lolek na Dzikim Zachodzie, scenariusz, reżyseria
  - Porwany ekspres z serii Bolek i Lolek na Dzikim Zachodzie, scenariusz
  - Koniokrad z serii Bolek i Lolek na Dzikim Zachodzie, scenariusz
  - Tropiciele z serii Bolek i Lolek na Dzikim Zachodzie, scenariusz
  - Indiański bożek z serii Bolek i Lolek na Dzikim Zachodzie, scenariusz
  - Chory ząb z serii Przygody Bolka i Lolka, scenariusz
  - Psiaczek z serii Przygody Bolka i Lolka, scenariusz
  - Deszczowe wakacje z serii Przygody Bolka i Lolka, scenariusz
  - W parku z serii Miś Kudłatek, scenariusz, reżyseria
- 1973
  - Tola z serii Przygody Bolka i Lolka, scenariusz
  - Kruk z serii Przygody Bolka i Lolka, scenariusz
  - Wycieczka w góry z serii Przygody Bolka i Lolka, scenariusz
  - Nad jeziorem z serii Przygody Bolka i Lolka, scenariusz
  - Wycieczka samochodem z serii Przygody Bolka i Lolka, scenariusz
  - Zdobywcy przestworzy z serii Przygody Bolka i Lolka, scenariusz
  - Małpka z serii Przygody Bolka i Lolka, scenariusz
  - Sierpniowa wędrówka z serii Przygody Bolka i Lolka, scenariusz
  - W puszczy z serii Przygody Bolka i Lolka, scenariusz
  - Zimowe igraszki z serii Przygody Bolka i Lolka, scenariusz
  - Przygoda w lesie z serii Miś Kudłatek, scenariusz
  - Na wsi z serii Miś Kudłatek, scenariusz, reżyseria
  - Na strychu z serii Miś Kudłatek, scenariusz
  - Nad morzem z serii Miś Kudłatek, scenariusz, reżyseria
  - Lalka Agnieszki z serii Miś Kudłatek, scenariusz
  - Pierwszy na mecie z serii Miś Kudłatek, scenariusz
  - Podniebna podróż z serii Miś Kudłatek, scenariusz, reżyseria
  - Leć ptaszku z serii Miś Kudłatek, scenariusz
  - Próba wierności z serii Miś Kudłatek, scenariusz
  - Kolorowe psoty z serii Miś Kudłatek, scenariusz, reżyseria
  - Opowieść o porcelanowym czajniczku, scenariusz, reżyseria
- 1974
  - Tajemnica Toli z serii Przygody Bolka i Lolka, scenariusz
  - Imieniny Toli z serii Przygody Bolka i Lolka, scenariusz
  - Kanarek z serii Przygody Bolka i Lolka, scenariusz, reżyseria
  - Pali się z serii Przygody Bolka i Lolka, scenariusz
  - Zielone ścieżki z serii Przygody Bolka i Lolka, scenariusz
  - Bieg na przełaj z serii Przygody Bolka i Lolka, scenariusz
  - Podwodna wycieczka z serii Przygody Bolka i Lolka, scenariusz
  - Wakacje na wsi z serii Przygody Bolka i Lolka, scenariusz
  - Zimowe zawody z serii Przygody Bolka i Lolka, scenariusz
  - Zagubiony ślad z serii Przygody Bolka i Lolka, scenariusz
  - Tresowany piesek z serii Przygody Bolka i Lolka, scenariusz, reżyseria
  - Na żaglowce z serii Przygody Bolka i Lolka, scenariusz
  - Wielki mecz z serii Przygody Bolka i Lolka, scenariusz
  - Śniadanie na biwaku z serii Przygody Bolka i Lolka, scenariusz
  - Przygoda na dwóch kołach z serii Przygody Bolka i Lolka, scenariusz
  - Pegaz, scenariusz, reżyseria, opracowanie plastyczne
  - Przyjaciele bobrów z serii Przygody Bolka i Lolka, scenariusz
  - Tajemniczy plan z serii Przygody Bolka i Lolka, scenariusz
- 1975
  - Wycieczka kajakiem z serii Przygody Bolka i Lolka, scenariusz
  - Zawody latawców z serii Przygody Bolka i Lolka, scenariusz
  - Bocian z serii Przygody Bolka i Lolka, scenariusz
  - Fotoreporter z serii Przygody Bolka i Lolka, scenariusz
  - Gokarty z serii Zabawy Bolka i Lolka, scenariusz
  - Niezwykłe odkrycie z serii Zabawy Bolka i Lolka, scenariusz
  - Myszka nad wodą z serii Przygody Myszki, scenariusz
  - Wieczorowy strój, scenariusz, opracowanie plastyczne
- 1976
  - Kowboj i Indianie, scenariusz, reżyseria
  - Mali ogrodnicy z serii Przygody Bolka i Lolka, scenariusz
  - Zmylony trop z serii Przygody Bolka i Lolka, scenariusz
  - Wakacje nad morzem z serii Przygody Bolka i Lolka, scenariusz
  - Muzykanci z serii Przygody Bolka i Lolka, scenariusz
  - Harcerska warta z serii Przygody Bolka i Lolka, scenariusz
  - Sarenka z serii Przygody Bolka i Lolka, scenariusz
  - Szerokiej drogi z serii Przygody Bolka i Lolka, scenariusz
  - Wagary z serii Przygody Bolka i Lolka, scenariusz
  - Maszeruje wojsko z serii Zabawy Bolka i Lolka, scenariusz
  - Mali filmowcy z serii Zabawy Bolka i Lolka, scenariusz
  - Niefortunne niańki z serii Zabawy Bolka i Lolka, scenariusz
  - Opiekunowie zwierząt z serii Zabawy Bolka i Lolka, scenariusz
  - Czarna dama z serii Zabawy Bolka i Lolka, scenariusz
  - Myszka na wycieczce z serii Przygody Myszki, scenariusz
  - Wyprawa do lasu z serii Przygody Myszki, scenariusz
- 1977
  - Zabawa w chowanego z serii Przygody Bolka i Lolka, scenariusz
  - Wędrowny cyrk z serii Przygody Bolka i Lolka, scenariusz
  - Wakacyjne szlaki z serii Przygody Bolka i Lolka, scenariusz
  - Lotnia z serii Przygody Bolka i Lolka, scenariusz
  - Morska wyprawa z serii Przygody Bolka i Lolka, scenariusz
  - Wiosenne porządki z serii Przygody Bolka i Lolka, scenariusz
  - Pocztowy gołąb z serii Przygody Bolka i Lolka, scenariusz
  - Prima aprilis z serii Przygody Bolka i Lolka, scenariusz
  - Gdy zapłonie choinka z serii Uwaga pożar, scenariusz
  - Wystarczy iskierka z serii Uwaga pożar, scenariusz
  - Zabawa z zapałkami z serii Uwaga pożar, scenariusz
  - Imieniny cioci z serii Przygody Myszki, scenariusz
  - Myszka i samochód z serii Przygody Myszki, scenariusz
  - Myszka i mucha z serii Przygody Myszki, scenariusz
  - Wielka podróż Bolka i Lolka, scenariusz, reżyseria, opracowanie plastyczne
- 1978
  - Wiosenna burza z serii Przygody Bolka i Lolka, scenariusz
  - Byczek z serii Przygody Bolka i Lolka, scenariusz
  - Cygański wóz z serii Przygody Bolka i Lolka, scenariusz
  - Imieniny mamy z serii Przygody Bolka i Lolka, scenariusz
  - Czarna bandera z serii Przygody Bolka i Lolka, scenariusz
  - Wycieczka z robotem z serii Przygody Bolka i Lolka, scenariusz
  - Na strażackim poligonie z serii Uwaga pożar, scenariusz
  - Feralny dzień z serii Uwaga pożar, scenariusz
  - Z ogniem nie ma żartów z serii Uwaga pożar, scenariusz
  - Jutro będzie lepiej z serii Uwaga pożar, scenariusz
  - Testament Fileasa Fogga z serii Wielka podróż Bolka i Lolka, scenariusz, reżyseria, opracowanie plastyczne
  - W Londynie z serii Wielka podróż Bolka i Lolka, scenariusz, reżyseria, opracowanie plastyczne
  - Pechowy statek z serii Wielka podróż Bolka i Lolka, scenariusz, opracowanie plastyczne
  - Wioska 40 rozbójników z serii Wielka podróż Bolka i Lolka, scenariusz, opracowanie plastyczne
  - Małpi król z serii Wielka podróż Bolka i Lolka, scenariusz, opracowanie plastyczne
  - Syn wodza Mbu-Bu z serii Wielka podróż Bolka i Lolka, scenariusz, opracowanie plastyczne
  - Podróż na słoniu z serii Wielka podróż Bolka i Lolka, scenariusz, reżyseria, opracowanie plastyczne
  - Tajemnicza świątynia z serii Wielka podróż Bolka i Lolka, scenariusz, reżyseria, opracowanie plastyczne

### Filmy dokończone po śmierci Władysława Nehrebeckiego
- 1979
  - Lolek lunatyk z serii Przygody Bolka i Lolka, scenariusz
  - Zaginął piesek z serii Przygody Bolka i Lolka, scenariusz
  - Lotnicza przygoda z serii Przygody Bolka i Lolka, scenariusz
  - W służbie Buddy z serii Wielka podróż Bolka i Lolka, scenariusz, opracowanie plastyczne
  - Ptak śmierci z serii Wielka podróż Bolka i Lolka, scenariusz, opracowanie plastyczne
  - W głębinach oceanu z serii Wielka podróż Bolka i Lolka, scenariusz, opracowanie plastyczne
  - Rajska wyspa z serii Wielka podróż Bolka i Lolka, scenariusz, opracowanie plastyczne
  - Dziki Zachód z serii Wielka podróż Bolka i Lolka, scenariusz, opracowanie plastyczne
  - Powrót z serii Wielka podróż Bolka i Lolka, scenariusz, opracowanie plastyczne
  - Wyspa Bolka i Lolka z serii Wielka podróż Bolka i Lolka, scenariusz, opracowanie plastyczne
  - Kawaler Orderu Uśmiechu, scenariusz
- 1980
  - Chrzest na równiku z serii Przygody Bolka i Lolka, scenariusz
  - Wuj Karlik z serii Bolek i Lolek wśród górników, scenariusz
  - Skarbnik z serii Bolek i Lolek wśród górników, scenariusz
  - Barbórka z serii Bolek i Lolek wśród górników, scenariusz
  - Pasowanie na górnika z serii Bolek i Lolek wśród górników, scenariusz
  - W starej kopalni z serii Bolek i Lolek wśród górników, scenariusz
  - Zielona hałda z serii Bolek i Lolek wśród górników, scenariusz

## Festiwale i nagrody[22]
- - Myszka i Kotek 1958 – nagroda za najlepszy film animowany na MFF w Cork 1959, wyróżnienie na MFF filmów dziecięcych w Mal del Plata 1960, wyróżnienie na MFF w Oberhausen 1960, Grand Prix na MFF w Vancouver 1960
  - Pajacyk i Pikuś 1958 – nagroda na MFF w Mal del Plata 1960
  - Turniej 1959 – I nagroda w kategorii fabularnych filmów krótkometrażowych na MFF w Mal del Plata 1960, nagroda na MMF w Mannheim 1960
  - Za Borem Za Lasem – 1961 nagroda na II OFFK w Krakowie 1926, nagroda na festiwalu filmów folklorystycznych w Sienie 1965
  - Kusza –  I nagroda na MFF dla dzieci i młodzieży w Gottwaldowie 1965, wyróżnienie jury młodzieżowego na MFF dla dzieci i młodzieży w Gijon
  - Piraci Rzeczni 1965 – Srebrny Koziołek na III Przeglądzie Filmów Animowanych i Dziecięcych w Poznaniu 1965
  - Vendetta 1966 – wyróżnienie na MFFA w Bergamo 1966, Brązowy Trzewiczek na MFF dla dzieci i młodzieży w Gottwaldowie 1967, II nagroda na MFF w la Feiguera 1967
  - Przygody wesołego obieżyświata 1968 – Brązowe Koziołki na I Ogólnopolskim Festiwalu Filmów dla dzieci i młodzieży w Poznaniu 1969, nagroda specjalna za film animowany na MFF w Moskwie 1969
  - Wielka Podróż Bolka i Lolka 1977 – nagroda Głównej Komendy ZHP oraz nagroda jury dziecięcego na VII OFF dla dzieci i młodzieży w Poznaniu 1979, Nagroda jury dziecięcego na MFF w Moskwie 1979[23]

### Spektakle teatralne
- 1964 Teatr Ateneum Katowice „Przygody Piotrusia” według Jose Geala, reżyseria
- 1964 Teatr Ateneum Katowice „Pan Wąsik prosi o ciszę” według Jose Geala, reżyseria[24]

## Spis książek
- "Bimbo zwiedza świat" – Wydawnictwo "Reklama", Kraków 1947, ilustracje
- "Przygody Felka" – Wydawnictwo "Reklama", Kraków 1947, ilustracje
- "Wesołe Przygody Wicka i Wacka - Wydawnictwo "Reklama", Kraków 1947, ilustracje
- seria Biblioteka przygód Bolka i Lolka: tekst  * Oriniko  * Złote miasto Inków  * Grobowiec faraona  * Łowcy bizonów  * W puszczy Kanady  * Zwierzęta Serengeti  * W pustyni Gobi  * Yeti  * Poławiacze pereł  * W stepach Australii[25][26][27][28][29][30][31][32][33][34][35][36][37]
- Bolek i Lolek na Dzikim Zachodzie, „Świat Młodych” nr 6–11/1970